# Lemairegisa calophasioides
Lemairegisa calophasioides är en fjärilsart som beskrevs av William James Kaye 1901. Lemairegisa calophasioides ingår i släktet Lemairegisa och familjen tandspinnare. Inga underarter finns listade i Catalogue of Life.